# غافين جريناواي
غافين جريناواي (بالإنجليزية: Gavin Greenaway)‏ هو ملحن بريطاني، ولد في 15 يونيو 1964 في إنجلترا في المملكة المتحدة.

## وصلات خارجية
- غافين جريناواي على موقع IMDb (الإنجليزية)
- غافين جريناواي على موقع ميوزك برينز (الإنجليزية)
- غافين جريناواي على موقع أول موفي (الإنجليزية)
- غافين جريناواي على موقع أول ميوزيك (الإنجليزية)
- غافين جريناواي على موقع ديسكوغز (الإنجليزية)
- غافين جريناواي على موقع كينوبويسك (الروسية)